# Foksterijer
Pod nazivom foksterijer ili Foxy podrazumijevaju se dvije pasmine: Smooth foksterijer i Wire foksterijer. Ove dvije pasmine su jako slične, najveća razlika im je krzno. 

## Opis
Pasmina je prvenstveno služila za lov lisica (engl. fox). Izraz foksterijer se do sredine 19. stoljeća odnosio na grupu pasa koji su se uzgajali za lov. Nazivali su ih još i "foxies", bez obzira na veličinu ili pasminu. Prvi registrirani foksterijer, zvan Foiler ili Old Foiler, registriran je u Kennel Clubu oko 1875. – 1876. i tako je ova pasmina postala standardizirana.
Usklađivanje pasmina je dovelo do podjele na Smooth i Wire foksterijer. 
Smooth foksterijer ima glatku, ravnu ali tešku i gustu dlaku, dok Wire foksterijer ima dlaku koja izgleda ispucano, iako je gusta i kovrčava. Uši im strše prema naprijed tako da rade oblik slova "V". Rep im uvijek stoji uspravno. Ovi psi imaju jaku čeljust, psihičku snagu i hrabrost za napad. Imaju tamne oči koje su uvijek pune života. Privrženi su obitelji, dosta ljubomorni i impulzivni. 
foksterijer je priznat kao pasmina psa 1936. godine od strane United Kennel Cluba.

## Ostale vrste
- Jack Russell terijer je "rođak" Smooth foksterijera. Pasminu je započeo velečasni Jack Russell u Engleskoj 1800. i proglašena je sasvim novom pasminom.
- Toy foksterijer je uzgojen iz manjih pasa Smooth foksterijera.
- Rat terijer nastali su križanjem Smooth foksterijera i Manchester terijera.

Danas postoji još mnogo pasmina koje su nastale iz pasmine foksterijer: brazilski terijer, japanski terijer, minijaturni foksterijer, Ratonero Bodeguero Andaluz, Tenterfield terijer i australski terijer.

## Galerija
- Wire foksterijer